# ألبرت بريغهام
ألبرت بريغهام (بالإنجليزية: Ebenezer Brigham)‏ هو سياسي أمريكي، ولد في 28 أبريل 1789 في الولايات المتحدة، وتوفي في 14 سبتمبر 1861 في بلو ماوندس في الولايات المتحدة. انتخب عضو جمعية ولاية ويسكونسن.